# Johann Jacob von Wallhausen
Johann Jacob von Wallhausen (Johann Jakobi von Wallhausen; Wallhausen, 1580 – Vienna, 1627) è stato un militare e storico tedesco.

## Biografia
I dati biografici relativi a Johann Jacob von Wallhausen sono scarsi. Si presume che abbia maturato esperienza militare nei Paesi Bassi, guadagnandosi abbastanza esperienza per poi essere assunto dai sindaci di Danzica con il ruolo di Obristwachtmeister und Hauptmann (it. "Colonnello e Capitano"). Il 13 febbraio 1617, Giovanni VII di Nassau-Siegen lo nominò rettore della Kriegsschule (accademia militare) di Siegen ma già il 20 luglio successivo Wallhausen rassegnava le sue dimissioni. Giovanni VII e von Wallhausen si fecero promotori della Landesdefension (it. "Difesa delle Terre"), un progetto mirante a fornire i piccoli stati tedeschi di eserciti stabili su base nazionale basati sul reclutamento ed il rapido/economico addestramento delle popolazioni locali a discapito dell'imperante uso di mercenari.
Johann Jacob von Wallhausen divenne poi consigliere del principe Maurizio di Nassau che riformò le sue armate secondo i regolamenti redatti da Wallhausen. Nel corso del XVII secolo, diversi altri condottieri ricorsero alla manualistica prodotta da Wallhausen (fond. le opere del biennio 1615-1616 : ABC der Soldaten z. F., Kriegskunst zu Fuß..., Kriegskunst zu Pferdt...) per addestrare le loro armate.

## Opere
- Feuerwerk, darinnen unterschiedene Kunststücke und Secreta gelehret werden, Erfurt 1614;
- ABC der Soldaten z. F., Francoforte 1615;
- Kriegskunst zu Fuß, zu hochnöthigstem Nutzen und Besten nicht allein allen ankommenden Soldaten, sondern auch in Abrichtung eines gemeinen Landvolcks und Ausschuß in Fürtstenthümern und Stätte, Oppenheim 1615 (2. ed. Francoforte 1630);
- Kriegskunst zu Pferdt. Darinnen gelehrt werden die initia und fundamenta der Cavallerie, aller vier Theylen: als Lantzierers, Kührissieriers, Carabiners und Dragoons, was von einem jeden Theyl erfordert wird, was sie prästiren können sampt deren exercitien. Newe schöne Invetionen etlicher batailen mit der Cavallery ins Werkzu stellen. Mit dargestellten Beweistumpen, was an den edlen Kriegskunsten gelegen und deren Fürtrefflichkeiten uber alle Kunst und Wissenschaften, Francoforte 1616 (2. ed. Ibidem 1634);
- Romanische Kriegskunst, Francoforte 1616;
- Archiley-Kriegskunst, darinnen gelehrt und fürgetragen werden die initia und fundamenta dieser Edlen Kriegkunst / Vor diesem niemals so compediosè, methodicè, diludicè und rectò an tag gegeben. Mit schönen Kupfferstöcken perfecte angewiesen und beschrieben, Hanau 1617 (2. ed. Ibidem 1634);
- Corpus militare, darinnen das heutige Kriegwesen in einer Perfecten und absoluten idea begriffen und dargestellt wird. Alles in gewisse praefecta polemica ordentlich verfasset mit beigegebenem jedern Theyl seinen Kriegsmaximis, obsrevationibus, regulis axiomatis und sehr künstlichen Kriegs-Tabuln, Hanau 1617 (2. ed. Francoforte 1625);
- Künstliche Picquen-Handlung, Hanau 1617;
- Militaris politicus, Francoforte 1617;
- Camera militaris oder Kriegskunst-Schatzkammer, darinnen allerley Kriegs-Stratagemata zu Wasser und Landt von Anfang der Welt biß auf Caesarem Augusdtum, heutige Stunde zu gebrauchen, gezeiget werden, Francoforte 1621;
- Defensio patriae oder Landrettung. Darinnen gezeigt wird 1) Wie alle und jede in der werthen Christenheit Potentaten, Regenten, Stätte und Communen ihre und der ihrigen Unterthanen Rettung und Schützung anstellen sollen. 2) Der Modus belligerande, viel hundert Jahre bißher gefählet, Francoforte 1621.